# Északi Front (második világháború)
A második világháború során az Északi Front (oroszul Северный фронт) a szovjet Vörös Hadsereg hadseregcsoport szintű katonai magasabbegysége volt.

## Története

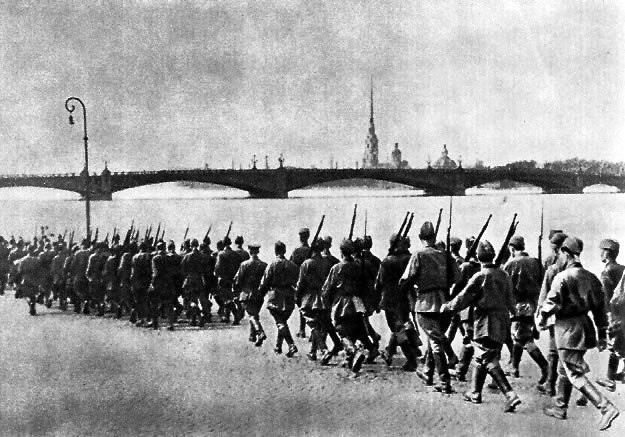
A Leningrádi Katonai Körzet katonáinak mozgósítása 1941 nyarán

Az Északi Fronton a Szovjetunió elleni német támadás után, 1941. június 24-én hozták létre a Leningrádi Katonai Körzet alárendeltségébe tartozó alakulatokból. A front feladata volt a Kola-félsziget, illetve a Finn-öböl partvidékének védelme. 1941. augusztus 23-án a front egységeit felosztották a Karéliai Front és a Leningrádi Front között.

## Parancsnokok
A front parancsnoka Markian Popov altábornagy volt.

## Alárendelt egységek
Az Északi Front alárendeltségébe a következő alakulatok tartoztak:
- 7. hadsereg
- 14. hadsereg
- 23. hadsereg
- Leningrádi Népi Milícia Hadserege.

Ezeken a magasabbegységeken kívül a front közvetlen alárendeltségébe tartozott négy lövészhadtest, 2 gépesített hadtest, 17 lövészhadosztály, 4 páncélos hadosztály, 2 gépesített lövészhadosztály, 8 tüzérezred a VH legfelsőbb parancsnokságának tartalékából, 8 légihadosztály, illetve 7 megerősített régió, egy megerősített állás és 13 géppuskás zászlóalj.

## Fordítás
- Ez a szócikk részben vagy egészben  a   Northern Front (Soviet Union) című angol Wikipédia-szócikk fordításán alapul.  Az eredeti cikk szerkesztőit annak laptörténete sorolja fel. Ez a jelzés csupán a megfogalmazás eredetét és a szerzői jogokat jelzi, nem szolgál a cikkben szereplő információk forrásmegjelöléseként.